# Justin Mottier
Justin Mottier (Saint-Georges-Buttavent, 14 de septiembre de 1993) es un ciclista francés, miembro del equipo Laval Cyclisme 53.

## Palmarés
2016
- 1 etapa de la Boucle de l'Artois